# مقياس تدفق

قياس التدفق الحراري.

مقياس التدفق هو أدآة تتحسس كمية تدفق مادة مائعة (غازي أو سائل). يكوِّن عادة الجزء الحساس في آلة قياس التدفق. لتحديد التدفق بشكل مطلق يخضع كل مكشاف لعملية معايرة لمقارنته بطرق قياس أكثر دقة مع أخذ درجة الدقة بعين الاعتبار.

## أنواعه
- حساس الدفق الكهرومغنطيسي
- حساس التدفق الخرمي
- أو ما يسمى نبوب فينتوري
- حساس الدفق المكبسي
- حساس الدفق العنفي
- حساس الدفق الحراري
- حساس الدفق الصوتي: يعمل بالموجات الفوق الصوتية أو تأثير دوبلر.
- حساس الدفق الكوريوليسي: يعمل بتأثير كوريوليس.